# Haumaniastrum triramosum
Haumaniastrum triramosum là một loài thực vật có hoa trong họ Hoa môi. Loài này được (N.E.Br.) A.J.Paton mô tả khoa học đầu tiên năm 1997.